# 岭南蒽蒡竹
岭南蒽蒡竹（学名：Schizostachyum jaculans）为禾本科思劳竹属下的一个种。

## 扩展阅读
- 維基物種上的相關：岭南蒽蒡竹